# 布哈姆扎
36°29′23″N 4°36′24″E / 36.48972°N 4.60667°E

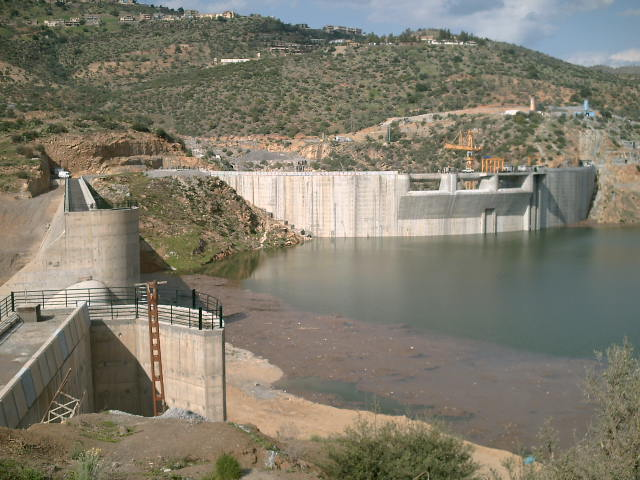
布哈姆扎的水庫

布哈姆扎（阿拉伯语：‎），是阿爾及利亞的城鎮，位於該國北部貝賈亞省，由塞杜克區負責管轄，面積78平方公里，2017年人口16,965，人口密度每平方公里218人。